# Anti-Libanon
Der Anti-Libanon (arabisch سلسلة جبال لبنان الشرقية, DMG Silsilat Ǧibāl Lubnān aš-šarqiyya ‚östliche Libanon-Gebirgskette‘, hebräisch מול הלבנון Mol HaLewanon) ist ein Gebirge, das sich zwischen den Staaten Libanon und Syrien über 150 km Länge von Nordosten nach Südwesten erstreckt und parallel zur Mittelmeerküste verläuft. Am 8. Dezember 2024 besetzte Israel das Südende des Anti-Libanon in Syrien.

## Name
Der Name leitet sich vom griechischen Anti-Libanus ab, „gegenüber dem Libanon gelegen“. Das Wort Libanon geht auf die semitische Sprachwurzel lbn („weiß“) zurück, die auf das helle Kalkgestein oder auf den Schnee bezogen wird.

## Lage und Begrenzung
Der Anti-Libanon bildet über weite Strecken die Grenze zwischen Libanon und Syrien, der größere Teil liegt in Syrien. Im Westen des Anti-Libanon liegt die Bekaa-Ebene, die den Anti-Libanon vom Libanon-Gebirge trennt. Im Osten befinden sich das Helbun-Tal mit der Stadt Damaskus und nördlich davon das Qalamunbergland.
Im Norden beginnt das Gebirge bei der syrischen Stadt Homs. Höchster Berg im nördlichen Abschnitt ist der  2668 m hohe Talʿat Musa (Lage). Das Gebirge senkt sich in seiner Mitte zum Zabadani-Sattel (Lage) (benannt nach dem syrischen Touristenort Al-Zabadani) bis auf unter 1300 m und ermöglicht die Verkehrsverbindung zwischen Beirut und Damaskus.
Richtung Süden schließt der Hermon (2814 m) an, der die höchste Erhebung des Anti-Libanons darstellt. An den südlichen Ausläufern des Hermon endet der Anti-Libanon beim Übergang zu den Golanhöhen, die vulkanischen Ursprungs sind.
Die Golanhöhen und der südliche Bereich des Hermons wurden 1981 von Israel annektiert und werden von Israel als Teil des Nordbezirks betrachtet. Eine internationale Anerkennung steht aus. Damit befindet sich der höchste Punkt des Staates Israels nach israelischer Lesart auf einer Höhe von 2224 m  rund 11,5 km südsüdwestlich des Hermongipfels.
Wegen der breiten Absenkung rund um den Zabadani-Sattel wird der Hermon manchmal als eigenständiger Bergstock beschrieben und nicht zum Anti-Libanon gezählt.

## Geologie
Der Anti-Libanon ist eine Antiklinale. Vorherrschende Gesteine sind Kalke aus Kreide und Jura.

## Vegetation
Im Anti-Libanon gedeihen Amygdalus- und Pistazien-Gestrüpp, auf der Westseite kleinflächige Laubwälder, und vereinzelt Trockennadelwälder mit Kilikischen Tannen (Abies cilicica), Libanon-Zedern (Cedrus libani) und Griechischem Wacholder (Juniperus excelsa). Subalpine und alpine Pflanzengesellschaften treten über 2500 m auf. Die Überweidung durch Schafe und Ziegen hat zu einer verstärkten Erosion der verbliebenen Wälder geführt und zu einer weitgehenden Verschlechterung des Bodens und der Vegetationsdecke. Die Karsterscheinungen, die steilen Hänge und die Trockenheit führen dazu, dass der Anti-Libanon nur dünn besiedelt ist. Vorherrschende Wirtschaftsform ist die extensive nomadische Beweidung.